# TtE-Bücherei
Die TtE-Bücherei ist eine Bibliothek und ein Archiv linker sozialer Bewegungen. Sie befindet sich im Bürgerzentrum Alte Feuerwache in Köln. Die Bücherei ist hervorgegangen aus einem Lesekreis in Leverkusen im Zusammenhang mit der Jugendzentrumsbewegung Mitte der 1980er Jahre. Anfang der 1990er Jahre erfolgte der Umzug nach Köln. Geschätzt ein Viertel ihrer Bestände bestehen aus sogenannter grauer Literatur. Ihr Bestand von ca. 16.000 Büchern und Broschüren ist frei zugänglich und systematisch aufgestellt. Außerdem sind ca. 1400 Zeitschriftentitel vorhanden, die von Bürgerinitiativen, Frauenprojekten, Selbsthilfegruppen und verschiedenen politischen Zusammenhängen herausgegeben wurden.
Die TtE-Bücherei Schwerin ist eine Schwesterbücherei. Die TtE-Bücherei ist Mitglied des Forschungsverbunds Fédération internationale des centres d'études et de documentation libertaires (FICEDL).
Die Abkürzung TtE im Namen der Bücherei bezieht sich auf das ehemalige Vereinslokal TT Embargo des Leverkusener Förder- und Trägervereins selbstverwaltete Jugendzentren e.V. bzw. den Boykott der Isle of Man Tourist Trophy.